# رمي الشص

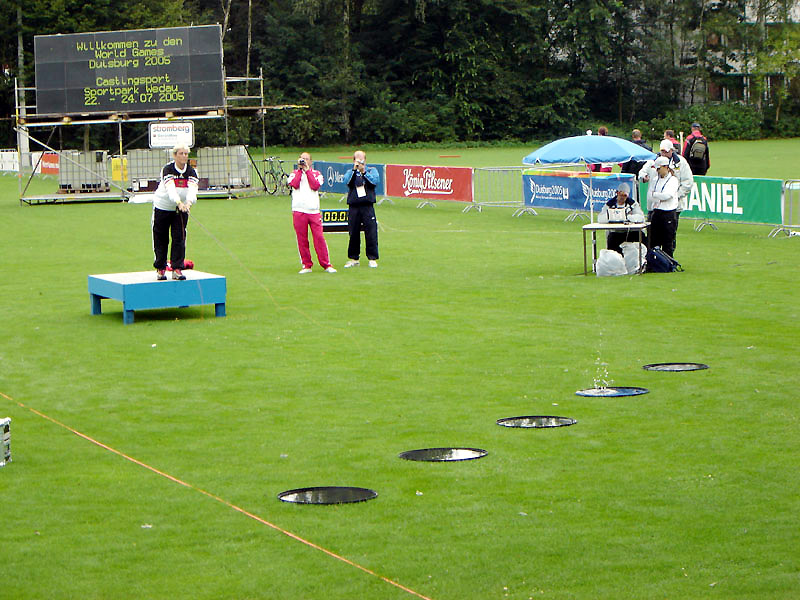

رمي الشص أو طرح الذباب هو نوع تنافس الصيد بالذباب الصناعية موجود في مسابقات الصيد الترفيهي وصيد الأسماك. نشأ هذا النوع من الصيد الرياضي في القرن الرابع عشر.[بحاجة لمصدر] النسخة الحديثة من الرياضة يشرف عليها الاتحاد الدولي لرياضة الصيد(ICSF) الذي تأسس في عام 1955 وبدءًا من أبريل 2014 يضم اتحادات أعضاء في 31 دولة. 